# Centroproizvod Beograd
Centroproizvod Beograd (ancien code BELEX : CNTPR) est une entreprise serbe qui a son siège social à Surčin, un faubourg de Belgrade. Elle travaille dans le secteur agroalimentaire.

## Histoire
Sous sa forme actuelle, Centroproizvod Beograd a été admise au libre marché de la Bourse de Belgrade le 21 janvier 2010 ; elle en a été exclue le 19 novembre 2012.
En 2011, la société a été acquise par Nestlé et intégrée dans le Nestlé Adriatic Foods,.

## Activités
La société Centroproizvod Beograd propose une gamme de plus de 240 produits, répartis en huit catégories : épices, repas déshydratés, assaisonnements et sauces, nourriture en conserve ou en poudre, chocolat, thé etc. La société vend ses produits sous la marque « C ».

## Données boursières
Le 19 novembre 2012, date de sa dernière cotation, l'action de Centroproizvod Beograd valait 1 404 RSD (12,59 EUR),. Elle a connu son cours le plus élevé, soit 1 476 RSD (13,24 EUR), le 15 mars 2011 et son cours le plus bas, soit 1 230 RSD (11,03 EUR), le 10 février 2011.